# Åkra
Åkra é um município no condado de Rogaland na Noruega.
A cidade foi criada após uma divisão com Skudenes em 1 de Janeiro de 1892. Na época, o novo município tinha uma população de cerca 1962 pessoas.
Em 1 de Janeiro de 1965, Åkra foi fundida com Avaldsnes, Kopervik, Skudenes, Skudeneshavn, Stangaland, Torvastad para formar o novo município de Karmøy. Antes da fusão, tinha uma população de 6008 pessoas.